# Vädersolstavlan
Vädersolstavlan (schwedisch für das Nebensonnengemälde) ist die älteste bekannte Darstellung von Stockholm. Seine Entstehung geht auf einen Auftrag des schwedischen Reformators Olaus Petri zurück. Das Original von 1535 ist nicht erhalten, jedoch existiert eine Kopie von Jacob Heinrich Elbfas aus den 1630er Jahren, die in der Nikolaikirche zu Stockholm ausgestellt ist.

## Beschreibung
Der Maler hat die Stadtansicht vom Skinnarviksberg aus angefertigt und die Stadt in ihrem spätmittelalterlichen Zustand mit ihren Ziegelbauten und Holzhäusern dargestellt. Die öffentlichen Gebäude und die Befestigungsanlagen dominieren dabei das Stadtbild. Im oberen Teil des Gemäldes sind einigermaßen realistische Nebensonnen und andere Halo-Erscheinungen dargestellt, die am 20. April 1535 über Stockholm beobachtet wurden. Die Stadt hatte zu jener Zeit rund 8000 Einwohner.
Die Inschrift auf dem Rahmen beschreibt in lateinischer, schwedischer und deutscher Sprache das abgebildete Ereignis: